# Вудхаус, Кристофер, 6-й барон Террингтон
Профессор  Кристофер Ричард Джеймс Вудхаус, 6-й барон Террингтон  (англ. Christopher Richard James Woodhouse, 6th Baron Terrington; родился 20 сентября 1946 года) — британский пэр и старший уролог.

## Биография
Родился 20 сентября 1946 года. Старший сын Монтегю Вудхауса, 5-го барона Террингтона (1917—2001), и леди Дэвидемы Кэтрин Синтии Мэри Миллисент Булвер-Литтон (1909—1995), дочери Виктора Булвер-Литтона, 2-го графа Литтона. Он получил образование в Винчестерском колледже и медицинской школе больницы Гая. На протяжении всей своей академической карьеры он был заядлым рулевым, руководя экипажами Винчестерского колледжа, Лондонского университета и клуба Леандер.
Террингтон стал хирургом-урологом в 1970 году. Он был старшим регистратором в Институте урологии с 1977 по 1981 год и старшим преподавателем с 1981 по 1997 год. В последний год он перешел в Университетский колледж в качестве читателя в подростковой урологии и профессора с 2006 года. Он был клиническим директором урологии в том же учреждении с 2001 года. Он был консультантом в больнице Святого Георгия с 1985 по 1995 год и занимал ту же должность в больнице Royal Marsden с 1981 года, а также почетным консультантом в больнице Great Ormond Street с 1981 года. Кроме того, Террингтон является почетным членом Австралийской урологической ассоциации с 1999 года, председателем Британского журнала урологии с 2000 года и президентом ассоциации реконструктивных хирургов мочеполовой системы (США) с 2002 года.
Он унаследовал свой титул, когда его отец умер в 2001 году. Он был неудачным кандидатом на избрание в качестве наследственного пэра crossbench в Палате лордов на дополнительных выборах, состоявшихся в мае 2008 года.

## Брак и дети
27 февраля 1975 года Кристофер Вудхаус женился на достопочтенной Анне Маргарет Филиппс (род. 17 апреля 1954), дочери Хьюго Филиппса, 3-го барона Милфорда, и Маргарет Хиткоут. У супругов есть двое детей:
- Достопочтенный Джек Генри Леманн Вудхаус  (род. 7 декабря 1978), наследник баронства.
- Достопочтенная Констанс Маргарет Давина Вудхаус  (род. 1 января 1982).

## Публикации
- With F. D. Thompson: Disorders of the Kidney and Urinary Tract (1987) ISBN 0-7131-4412-2
- Long-Term Paediatric Urology (1991) ISBN 0-632-02936-6
- With others: Management of Urological Emergencies (2004) ISBN 1-84184-177-3